# Llengües bantus
Les llengües bantu són un subgrup de llengües que pertanyen a la família de llengües nigerocongoleses, per bé que en el món acadèmic també s'han considerat com una família lingüística pròpia. Les llengües bantus són parlades al sud de Camerun, a Gabon, República del Congo, República Democràtica del Congo, Uganda, Kenya, Tanzània, Angola, Zàmbia, Malawi, Moçambic, Zimbàbue, Namíbia, Botswana i Sud-àfrica.

## Origen del nom
La paraula "bantu" va ser usada en primer lloc per Wilhelm H. I. Bleek (1827-75) amb el significat de "gent" o "persones" com es reflecteix en molts dels idiomes d'aquest grup (vegeu la taula 1). A ell es deu també la primera classificació del grup de llengües seguint criteris científics portada a terme entre (1862 i 1869). Ell i més tard Carl Meinhof van fer estudis comparatius de les gramàtiques de les llengües bantus.
La família de llengües té centenars de membres. Han estat classificades per Guthrie in 1948 en grups d'acord amb zones geogràfiques - A, B, C, D, I, F, G, H, K, L, M, N, P, R i S i després numerades dintre del grup. Guthrie també va reconstruir el Proto-bantu com la Proto-llengua d'aquesta família lingüística. Tot sembla apuntar que les llengües bantus van tenir el seu origen fa 2000 anys a Nigèria oriental i Camerun, des d'on es van estendre cap al sud i l'est del continent africà.
La majoria de les llengües d'aquest grup formen la frase segons l'esquema bàsic de SVO (subjecte - verb - objecte). La característica gramatical més prominent dels idiomes bantus és l'ús extensiu de prefixos i infixos. Cada nom pertany a una classe i cada llengua pot tenir al voltant de deu classes en conjunt, una mica similar al gènere en les llengües europees. La classe s'indica per un prefix en el nom, així com en els adjectius i verbs que concorden amb ell. El plural s'indica per un canvi de prefix (vegeu la taula 1). El verb es conjuga a força de prefixos. En swahili, per exemple, Mtoto mdogo amekisoma significa 'el nen petit l'ha llegit (el llibre)'. Mtoto, 'nen', governa al prefix adjetival m- de mdogo, 'petit', i el prefix del subjecte verbal a-. A continuació li segueix el temps en pretèrit perfecte -em- i el marcador de l'objecte -ki- que concerta amb l'implícit vocable kitabu, 'llibre'. Si pluralitzem el subjecte ('nens'), obtenim Watoto wadogo wamekisoma, i en pluralitzar l'objecte directe ('llibres', vitabu) la frase resultant és Watoto wadogo wamevisoma.
La llengua bantu amb major nombre de parlants és el swahili (G 40). Els idiomes bantus comprenen un ventall que abasta des de llengües purament tonals fins a les quals prescindeixen totalment del to amb funcions gramaticals i o semàntiques. Altres idiomes bantus importants són el lingala, el luganda, el kikongo (o koongo) i el chewa a Àfrica central i oriental i el shona, el ndebele (sovint considerat una llengua encara que en realitat és un dialecte del zulu), el setswana, el sesotho, el xhosa, el sepedi i el swazi en el sud d'Àfrica. Algunes de les llengües són conegudes sense el prefix de classe (chewa per chichewa, swahili en comptes de kiswahili, zulu per isizulu, xhosa en lloc de isixhosa, etc.) mentre unes altres varien (setswana o tswana, sindebele o ndebele, etc.). No obstant això, la forma radical sense el marcador normalment no es dona en aquestes llengües: a Botswana, per exemple, els habitants són batswana, una persona és un motswana i la llengua és setswana.

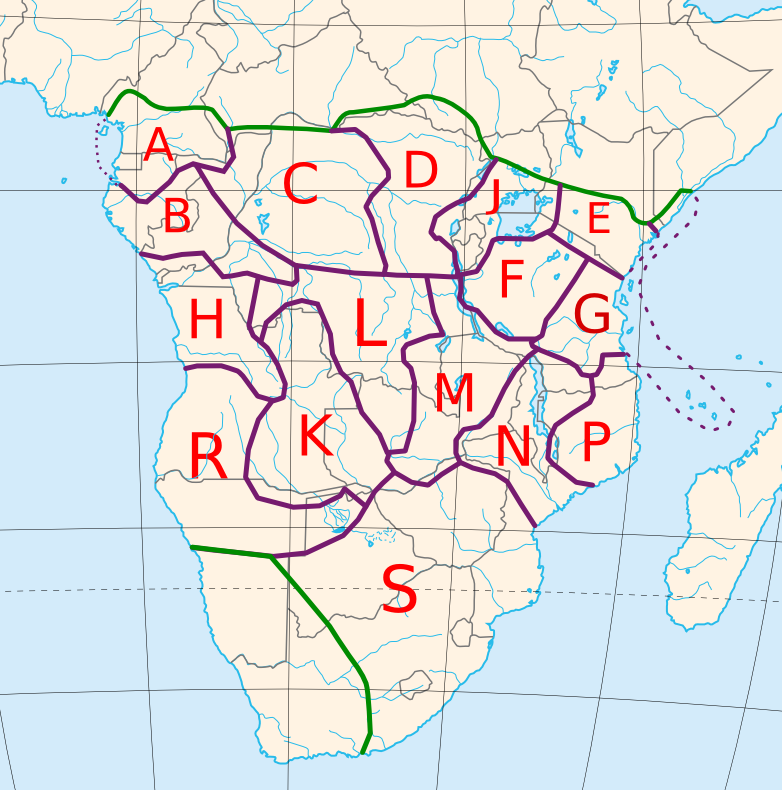
Les 16 zones de parla bantu

Els sud-africans de raça negra de vegades eren denominats oficialment bantus pel règim de l'apartheid, de manera que ara allí es prefereix el terme sintu per a referir-se a aquest grup de llengües; si- és un prefix usat, entre altres conceptes, amb idiomes.

## Classificació
Posició de les llengües bantus en el tronc nigerocongolès
- Niger-Kongo
  - Kordofanà
  - Mande
  - Atlàtic
  - Dogon
  - Ijoid
  - Volta-Congo
    - Volta-Congo septentrional
      - Kru
      - Gur (Voltaic)
      - Senufo
      - Adamawa-Ubangi

    - Volta-Kongo meridional
      - Kwa
      - Benue-Kongo
        - Benue-Kongo Occidental(u. a. Yoruba, Igbo)
        - Benue-Kongo Oriental
          - Nigerià Central
          - Bantuid de Cross River
            - Cross River
            - Bantuid
              - Bantuid del Nord
              - Bantuid del Sud
                - diversos grups petits
                - Grasland
                - Bantu

## Nombre de parlants
| Idioma     | Nom alternatiu     | Parlants      | Zona de Guthrie | Països on es parla                                 |
| ---------- | ------------------ | ------------- | --------------- | -------------------------------------------------- |
| Suahili    | Kisuahili          | 30–40 Milions | G40             | Tanzània, Uganda, Ruanda, Burundi, Congo, Moçambic |
| Shona      | Chishona           | 11 Milions    | S10             | Zimbàbue, Zàmbia                                   |
| Zulu       | Isizulu            | 10 Milions    | S40             | Sud-àfrica, Lesotho, Swasiland, Malawi             |
| Nyanja     | Chichewa           | 10 Milions    | N30             | Malawi, Zàmbia, Moçambic                           |
| Lingala    | Ngala              | 9 Milions     | C40             | Kongo, Kongo-Brazzaville                           |
| Rwanda     | Kinyarwanda        | 8 Milions     | J60             | Ruanda, Burundi, Uganda, Kongo                     |
| Xhosa      | Isixhosa           | 7,5 Milions   | S40             | Sud-àfrica, Lesotho                                |
| Luba-Kasai | Chiluba            | 6,5 Milions   | L30             | Congo                                              |
| Gikuyu     | Kikuyu             | 5,5 Milions   | E20             | Kenya                                              |
| Kituba     | Kutuba             | 5 Milions     | H10             | Congo, Congo-Brazzaville (usat com a crioll)       |
| Ganda      | Luganda            | 5 Milions     | J10             | Uganda                                             |
| Rundi      | Kirundi            | 5 Milions     | J60             | Burundi, Ruanda, Uganda                            |
| Makhuwa    | Makua              | 5 Milions     | P30             | Moçambic                                           |
| Sotho      | Sesotho            | 5 Milions     | S30             | Lesotho, Sud-àfrica                                |
| Tswana     | Setswana           | 5 Milions     | S30             | Botswana, Sud-àfrica                               |
| Mbundu     | Umbundu            | 4 Milions     | R10             | Angola (Benguela)                                  |
| Pedi       | Sepedi, Nord-Sotho | 4 Milions     | S30             | Sud-àfrica, Botswana                               |
| Luyia      | Luluyia            | 3,6 Milions   | J30             | Kenya                                              |
| Bemba      | Chibemba           | 3,6 Milions   | M40             | Zàmbia, Kongo                                      |
| Tsonga     | Xitsonga           | 3,3 Milions   | S50             | Sud-àfrica, Moçambic, Zimbàbue                     |
| Sukuma     | Kisukuma           | 3,2 Milions   | F20             | Tanzània                                           |
| Kamba      | Kikamba            | 3 Milions     | E20             | Kenya                                              |
| Mbundu     | Kimbundu           | 3 Milions     | H20             | Angola (Luanda)                                    |